# 萨米埃尔·圣洛朗
萨米埃尔·圣洛朗（法語：Samuel Saint Laurent，1959年2月16日—），加拿大男子冰球运动员，司职守门员。他曾入选1992年冬季奥林匹克运动会加拿大男子冰球队名单，但并未上场参赛。